# Арадий Руфин
Арадий Руфин (на латински: Aradius Rufinus) е политик на Римската империя през началото на 4 век.
Руфин e praefectus urbi на Рим през 304 – 305 г.
През 311 г. Руфин става консул заедно с Гай Цейоний Руфий Волузиан.
През 312 и 313 г. той е отново praefectus urbi на Рим.